# The Precursors
The Precursors (укр. Предтечі) — рольова відеогра 2009 року від українського розробника Deep Shadows та видана російською компанією Руссобіт-М. Вона була випущена 4 грудня 2009 року. Дія гри розгортається у футуристичному науково-фантастичному середовищі, де багато політичних фракцій беруть участь у міжгалактичній війні. Гравець може досліджувати планети, подорожувати космічним простором для виконання місій, здобувати інформацію та купувати зброю і припаси. Гра поєднує в собі рольову взаємодію та динамічний шутер від першої особи у відкритому світі.

## Ігровий процес
У грі представлений світ, що вільно мандрує, з величезними відкритими просторами, різноманітною зброєю та безліччю наземних, повітряних і космічних транспортних засобів. Гравець зможе виконати безліч місій на шести різних планетах і супутниках, а також в інтер'єрі космічних кораблів і космічних станцій. У наземних боях можна використовувати різні транспортні засоби — від простих багі та літальних апаратів до танків, що літають, і механічних роботів. Отримавши космічний корабель, гравець також може займатися космічною торгівлею і воювати з іншими фракціями в перервах між планетарними місіями. Космічний корабель гравця можна модернізувати протягом гри, а самого персонажа можна розвивати за допомогою системи здібностей.

### Фракції
У грі є сім основних фракцій. Дві з них — інопланетяни, а решта представляють різні гуманоїдні фракції, які розділені на окремі альянси, що зазвичай воюють між собою. Це Імперія, Демократичний Союз, Вільні Торговці, Клац Кубла, революційний Клац, бандити та цивільні.

## Огляди
Гра має змішану оцінку на Metacritic на основі чотирьох рецензій.